# Балякин, Павел Иванович
Павел Иванович Баля́кин (13 [26] января 1908, деревня Малые Мытищи, Мытищинской волости, Московского уезда, Московская губерния Российская империя  — 11 января 1978, Москва Россия ) — участник Советско-финской и Великой Отечественной войн, полный кавалер ордена Славы, старшина, командир стрелкового  взвода 1260-го стрелкового полка 380-й Орловской Краснознаменной ордена Суворова стрелковой дивизии 50-й армии 2-го Белорусского фронта.

## Биография
Родился в семье крестьянина. Русский. Образование начальное.
В Красной Армии в 1930—1932 годах и с 1939 года.  Участник похода в Западную Белоруссию в 1939 году, а также Советско-финской войны.
В 1940 году окончил школу младшего комсостава.
На фронте Великой Отечественной войны с августа  1941 года.
3 декабря 1943 года  командир стрелкового  взвода 1260-го стрелкового полка 380-й стрелковой дивизии 50-й армии 2-го Белорусского фронта старший сержант Балякин первым ворвался в траншею противника у деревни Лопатичи (Славгородский район (Могилёвская область), Белоруссия), уничтожив до 10 гитлеровцев.
17 декабря 1943 года награждён орденом Славы 3-й степени.
2 марта 1944 года в бою за Днепровский плацдарм в районе города Быхов Могилёвской области помощник командира стрелкового взвода 1260-го стрелкового полка 380-й стрелковой дивизии Балякин поднял солдат в атаку и истребил свыше 10 гитлеровцев.
21 апреля 1944 года награждён орденом Славы 2-й степени.
С 26-го по 29 марта 1944 года командир стрелкового взвода 1260-го стрелкового полка 380-й стрелковой дивизии старшина Балякин в районе населённого пункта Виляга (8 км западнее г. Дуброва, Могилёвской области) гранатой подорвал дзот. Вместе с подчинёнными участвовал в отражении контратак противника, нанеся ему существенный урон в живой силе и боевой технике.
24 марта 1945 года  награждён орденом Славы 1-й степени.
Член ВКП(б) с 1946 года.
В 1946 году младший лейтенант Балякин уволен в запас. Жил в Москве, работал водителем в тресте «Спецстрой».
С 1968 года персональный пенсионер  республиканского значения.
Умер 11 ноября 1978 года. Похоронен на Бабушкинском кладбище Москвы (участок старого кладбища).

## Награды
- орден Отечественной войны 1-й степени
- Орден Славы 1-й степени (24.03.1945)
- Орден Славы 2-й степени (21.04.1944)
- Орден Славы 3-й степени № 5849  (17.12.1943)
- Медали, в том числе:
  - Юбилейная медаль «За доблестный труд. В ознаменование 100-летия со дня рождения Владимира Ильича Ленина»
  - Медаль «За победу над Германией в Великой Отечественной войне 1941—1945 гг.»
  - Юбилейная медаль «Двадцать лет Победы в Великой Отечественной войне 1941—1945 гг.»
  - Юбилейная медаль «Тридцать лет Победы в Великой Отечественной войне 1941—1945 гг.»
  - Медаль «Ветеран труда»
  - Юбилейная медаль «50 лет Вооружённых Сил СССР»